# Кордильєра (провінція)
Провінція Кордильєра (ісп. Provincia de Cordillera) — провінція у Чилі у складі області Сантьяго. Адміністративний центр — Пуенте-Альто. Складається 3 комун. Територія — 5528,3 км². Населення — 522 856 осіб. Щільність населення — 94,58 осіб/км².

## Географія
Провінція розташована на сході області Сантьяго.
Провінція межує:
- На півночі — з провінцією Лос-Андес;
- На сході — з провінцією Мендоса (Аргентина);
- На південному заході — з провінцією Качапоаль;
- На заході — провінціями Майпо і Сантьяго.

## Адміністративний поділ
Провінція складається з 3 комун:
- Пуенте-Альто. Адміністративний центр — Пуенте-Альто.
- Сан-Хосе-де-Майпо. Адміністративний центр — Сан-Хосе-де-Майпо.
- Пірке. Адміністративний центр — Пірке.

## Галерея

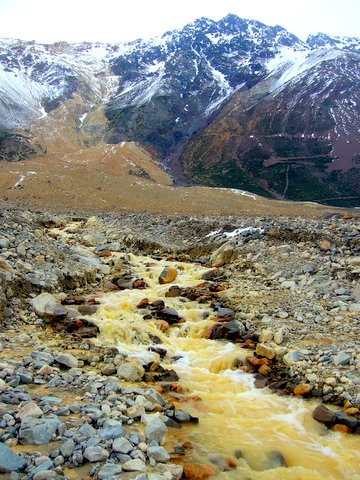
Cajón del Maipo
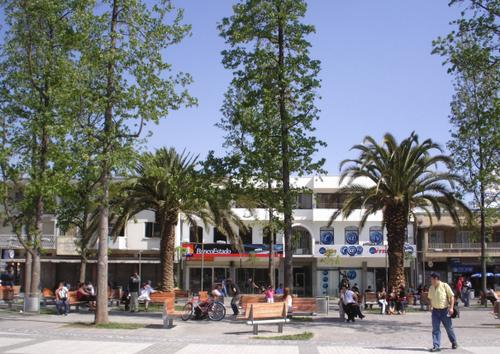
Пуенте-Альто